# William Alland
William Alland (Delmar, 4 marzo 1916 – Long Beach, 11 novembre 1997) è stato un produttore cinematografico, sceneggiatore e regista statunitense.
Ha occasionalmente lavorato anche come attore, interpretando tra l'altro il ruolo di Jerry Thompson nel film Quarto potere (1941).

## Filmografia parziale

### Sceneggiatore
- Furia e passione (Flesh and Fury), regia di Joseph Pevney (1952)
- Il diario di un condannato (The Lawless Breed), regia di Raoul Walsh (1953)
- La vendetta del mostro (Revenge of the Creature), regia di Jack Arnold (1955)
- La mantide omicida (The Deadly Mantis), regia di Nathan Juran (1957)
- Noi giovani (As Young As We Are), regia di Bernard Girard (1958)
- Gli impetuosi (The Lively Set), regia di Jack Arnold (1964)

### Produttore
- Il mistero del castello nero (The Black Castle), regia di Nathan Juran (1952)

### Regista
- Finestre sul peccato (Look in Any Window) (1961)

### Attore
- Quarto potere (Citizen Kane), regia di Orson Welles (1941)
- Riff-Raff - L'avventuriero di Panama (Riff Raff), regia di Ted Tetzlaff (1947)
- La signora di Shanghai (The Lady from Shanghai), regia di Orson Welles (1947)
- Macbeth, regia di Orson Welles (1948)